# Ranrapalca
El Ranrapalca (possiblement del quítxua ranra pedregós, pallqa bifurcació, enforcadura) és una muntanya de la Cordillera Blanca, als Andes, a la regió d'Ancash del Perú, que s'eleva fins a 6.162 msnm. Es troba a l'est de l'Ocshapalca.
La primera ascensió va tenir el 25 de juny de 1939 per la cresta nord-est i va ser efectuada per una expedició alemanya composta per Walter Brecht, Siegfried Rohrer, Karl Schmid i Hans Schweizer.